# Atelopus pachydermus
Atelopus pachydermus là một loài cóc trong họ Bufonidae.
Nó được tìm thấy ở Ecuador và có thể cả Colombia.
Các môi trường sống tự nhiên của chúng là vùng cây bụi nhiệt đới hoặc cận nhiệt đới vùng đất cao, đồng cỏ ở cao nhiệt đới hoặc cận nhiệt đới, và sông.